# Pektin

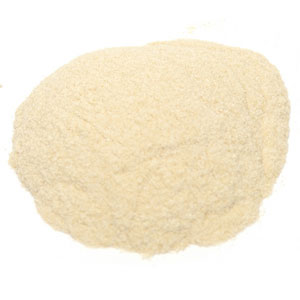
Pektin por formában

A pektin (E440) egy heteropoliszacharid (szénhidrátokkal rokon vegyület), mely a magasabb rendű szárazföldi növények (húsos gyümölcsök, például alma, körte; valamint húsos gyökerek, például sárgarépa, murok) sejtfalából állítható elő. A pektint először Henri Braconnot írta le 1825-ben. A tiszta pektin a fehér és a világosbarna közti színű, alaktalan tömeg, amelynek íze és szaga nincsen; vízzel sűrű, kocsonyaszerű tömeggé lesz és ebből alkohollal ismét leválasztható. Salétromsavval melegítve előbb cukorsav, azután nyálkasav képződik belőle.
Az élelmiszeriparban elsősorban gyümölcszselékben és lekvárokban, E440 néven széles körben alkalmazzák. Előfordulhat továbbá gyümölcsitalokban, tejtartalmú élelmiszerekben, zselés cukorkákban, valamint egyes diétás ételekben.
A pektin név a görög péktikosz (πηκτικός = olajat megkötő szer) szóból származik.

## Felhasználása
A pektint az élelmiszeriparban zselésítőanyagként, térfogatnövelőként, valamint stabilizálószerként alkalmazzák.
A legtöbb esetben lekvárok, dzsemek zselésítésére használják, így javítva annak minőségét. Házi befőzéshez cukorral keverve kapható (egy kevés citromsav hozzáadásával a pH-egyensúly megtartása végett). Egyes országokban a befőzéshez a pektint tiszta, porított állapotban lehet beszerezni.
A hagyományos jellegű lekvár (60%-nál nagyobb cukor- és gyümölcstartalom) előállításához magas észtertartalmú pektint használnak. Alacsony észter-tartalmú pektin alacsony cukortartalmú (diétás) lekvárok készítéséhez ajánlott.
Az élelmiszerekben a pektint általában 0,5-1,0% koncentrációban alkalmazzák (a friss gyümölcsökben is ilyen arányban található meg).
Pékáruk esetén zsírok helyettesítésére használják.
A szervezetbe kerülve a pektin megváltoztatja a széklet víztartalmát, növeli a viszkozitását, ezért mind székrekedés, mind hasmenés kezelésére alkalmazható. Égési sérülések esetén vízmegkötő képessége miatt alkalmazzák. Mivel rengeteg vizet képes megkötni, elfogyasztás után a gyomorban megduzzad és ezzel csökkenti az éhségérzetet. Ennek a hatásának köszönhetően a fogyókúrázók előszeretettel vásárolják és fogyasztják.
Kozmetikumok elsősorban stabilizáló hatása miatt tartalmazzák.
Szivarok esetén a sodrás után megsérült dohányleveleket pektin segítségével össze lehet ragasztani.

## Története
A pektint először Henri Braconnot írta le 1825-ben, bár lekvárkészítő hatása már évszázadokkal előtte is ismert volt. Alacsony pektintartalmú gyümölcsökből készült lekvárok esetén magas pektintartalmú gyümölcsök kivonatát adták a lekvárhoz, így az a megfelelő állagot érte el. Az élelmiszerek elkészítésének iparosodása idején hamar rájöttek, hogy almatörkölyből főzés során pektin nyerhető. Később, az 1920-as és 1930-as években már gyárakban állították elő a pektint, és nemcsak almatörkölyből, de például egyes citrusfélék héjából is. Régebben a pektin folyadék formájában került forgalomba, de napjainkban a könnyebb szállíthatóság, és kezelhetőség érdekében por formájában kapható.

## Biológiai hatások
A természetben a pektin vízben nem oldódó protopektin formájában fordul elő a szárazföldi növények lágy részében található sejtek közötti lamellák között. Mennyisége és struktúrája nagymértékben függ a növény fajtájától, korától, és részétől. Az erősebb részek több pektint tartalmaznak.
A pektin az emberi étrendnek szerves összetevője, mivel majdnem az összes ember által fogyasztott növényben megtalálható. Az ember számára pektin nem tekinthető tápanyagforrásként, mert a vékonybélen szinte érintetlenül halad keresztül. A vastagbélben található baktériumok számára tápanyag-forrásként szolgál (rövid láncú zsírsavakra bontják le, melyek hosszú távon csökkentik a koleszterinszintet, mert gátolják a koleszterin felszívódását). A pektin rostjaihoz a cukormolekulák is képesek kötődni, így jóval lassabban szívódnak fel. Ezáltal nem lesz nagy a vércukorszint emelkedése.

## Kémiai tulajdonságok
A pektin váza α-(1-4) kapcsolt 
d-galakturonsav lineáris láncából áll. Ezt néhány helyen (1-2) kapcsolt l-ramnóz helyettesíti. A ramnózhoz számos más természetes cukor kapcsolódik. Ezek főként 
d-galaktóz, l-arabinóz, 
d-xilóz, de más cukrok is előfordulhatnak. A pektin vázában átlagosan minden 25. helyen fordul elő ramnóz.
Moláris tömege átlagosan 60-130 000 g/mol, mely az előállítás során használt alapanyagból, valamint az előállítás folyamatától függ.